# François Nicole
François Nicole, va néixer a París el 23 de desembre de 1683 i va morir a la mateixa ciutat el 18 de gener de 1758, va ser un matemàtic francès, autor d'obres sobre el cissoide, els epicicloides i el càlcul de les diferències finites (Traité du calcul des différences finies, 1717).

## Biografia
Va estudiar al col·legi dels jesuïtes de París. El seu pare, home de lletres, li va servir com a tutor durant els seus estudis i va destinar el seu fill a l'estat eclesiàstic. Però el seu gust per les matemàtiques es va desenvolupar molt aviat, cosa que va fer que el pare Etienne-Simon de Gamaches, membre de l'Acadèmia Reial de les Ciències, parlés sobre ell amb Pierre Rémond de Montmort. El va prendre com a estudiant quan tenia 15 o 16 anys. Li va obrir els camins de la geometria i el va portar com a company d'estudis per ajudar-lo en la seva investigació.
Va presentar les seves primeres memòries a l'Acadèmia reial de les ciències sobre un nou mètode per a la teoria de la ruleta el 1706, i després va començar a escriure un tractat sobre cicloides i epiciclòides el 1707. Llavors Joseph Saurin va dir que portaria l'àlgebra al punt més alt on es podria ser emprat.
Va ingressar a la Reial Acadèmia de les Ciències el 10 de març de 1707 com a estudiant mecànic a l'edat de 23 anys, del qual va ser sotsdirector i director diverses vegades. Es va convertir en assistent mecànic el 17 de maig de 1718 i un mecànic el 8 d'abril de 1724.
Va començar el 1717 un tractat de càlcul de diferències finites que va continuar fins al 1727. Encara no s'havia adonat que les regles del càlcul infinitesimal es podrien aplicar en determinades circumstàncies al càlcul de quantitats finites. Va ser el matemàtic anglès Brook Taylor, que va iniciar aquest estudi en el seu llibre Methodus incrementorum, publicat el 1715. Nicole havent sentit l'interès d'aquest mètode volia desenvolupar-la al màxim. Va tornar el 1737 sobre l'interès del mètode de les suites per a la solució de diversos problemes del mètode invers de les tangents.
El 1729 va presentar a l'Acadèmia el seu tractat sobre les línies del tercer ordre. Isaac Newton va tractar aquest tema en el seu llibre Enumeratio linearum tertii ordinis publicat el 1717. Nicole es va fer càrrec de l'estudi que va donar lloc a algunes noves reflexions sobre les seccions còniques. A continuació, va determinar un sòlid les diferents seccions generen corbes del tercer grau.
El 1730 va fer una tesi sobre la teoria de jocs per determinar el destí de diversos jugadors de força desigual.
La seva última memòria sobre els polígons regulars inscrits o circumscrits al cercle data de 1747.
El 1756, quan ja no complia un paper científic actiu a l'Acadèmia de les Ciències, l'Acadèmia el va nomenar com a comissari per Pierre Charles Le Monnier per examinar tome III de Recherches sur différents points importants du système du monde de Jean le Rond D'Alembert.
El treball d'Élisabeth Badinter va assenyalar que "aquest molt bon matemàtic va ser el mestre de Pierre Louis Moreau de Maupertuis i es va mantenir unit a ell tota la seva vida".